# Mozilla VPN
Mozilla VPN （以前はFirefox Private Network　モジラ ブイピーエヌ）は、Firefox開発元のMozillaが2020年7月から提供しているVPNサービス。 オープンソースの 仮想プライベートネットワーク Webブラウザ拡張機能 、 デスクトップアプリケーション 、およびモバイルアプリケーション 。 2019年9月10日にFirefox Private Networkとしてベータ版でリリースされ 、2020年7月15日にMozilla VPNとして正式にリリースされた。  

## 概要

世界のMozilla VPNの利用可能性

Mozilla VPNは、Mozillaが2020年7月から提供しているVPN（Virtual Private Network）サービスである。2019年9月からベータ版としてテストが行われていたFPN（Firefox Private Network）が元となり、2020年7月に正式なサービスとして開始された。

## プライバシー保護
Mozilla VPNは、「あなたのネットワーク活動をログに記録することはない（英語: No logging of your network activity）」とノーログポリシーを表明している。

## 沿革
2019年9月10日 - 「Firefox Private Network」のベータ版がテストパイロットプログラム（英語: Test Pilot Program）の一環としてテスト開始された。
2020年6月18日 - 「Firefox Private Network」の名称が「Mozilla VPN」に変更され、正式リリースが予告された。
2020年7月15日 - 「Mozilla VPN」が正式にリリースされ、アメリカ、イギリス、カナダ、ニュージーランド、シンガポール、マレーシアで利用可能になった。

## 料金
料金プランは、月額4.99ドルの1プランのみ存在する。

## パートナー
Mozilla VPNのサーバーはMullvad VPNによって提供されている。Mullvad VPNはユーザーのインターネット上での活動をログにとらないこと（ノーログポリシー）を表明している。

### ウェブサイト
- ホームページ

### アプリケーション
- Mozilla VPN (Androidアプリ) - Google Play